# Serös vätska
Serös vätska är i medicinen lättflytande vätskor i kroppen, som ofta kan kallas vattniga. Ordet serös kommer från blodserum, som de serösa vätskorna liknar och/eller i hög grad består av .
Körtlar som bildar serös vätska, exempelvis salivkörtlar kan benämnas serösa. Även sjukdomar som kännetecknas av att de framkallar serösa vätskor kan benämnas serösa, såsom serös meningit. 